# Bakabusi Nengre

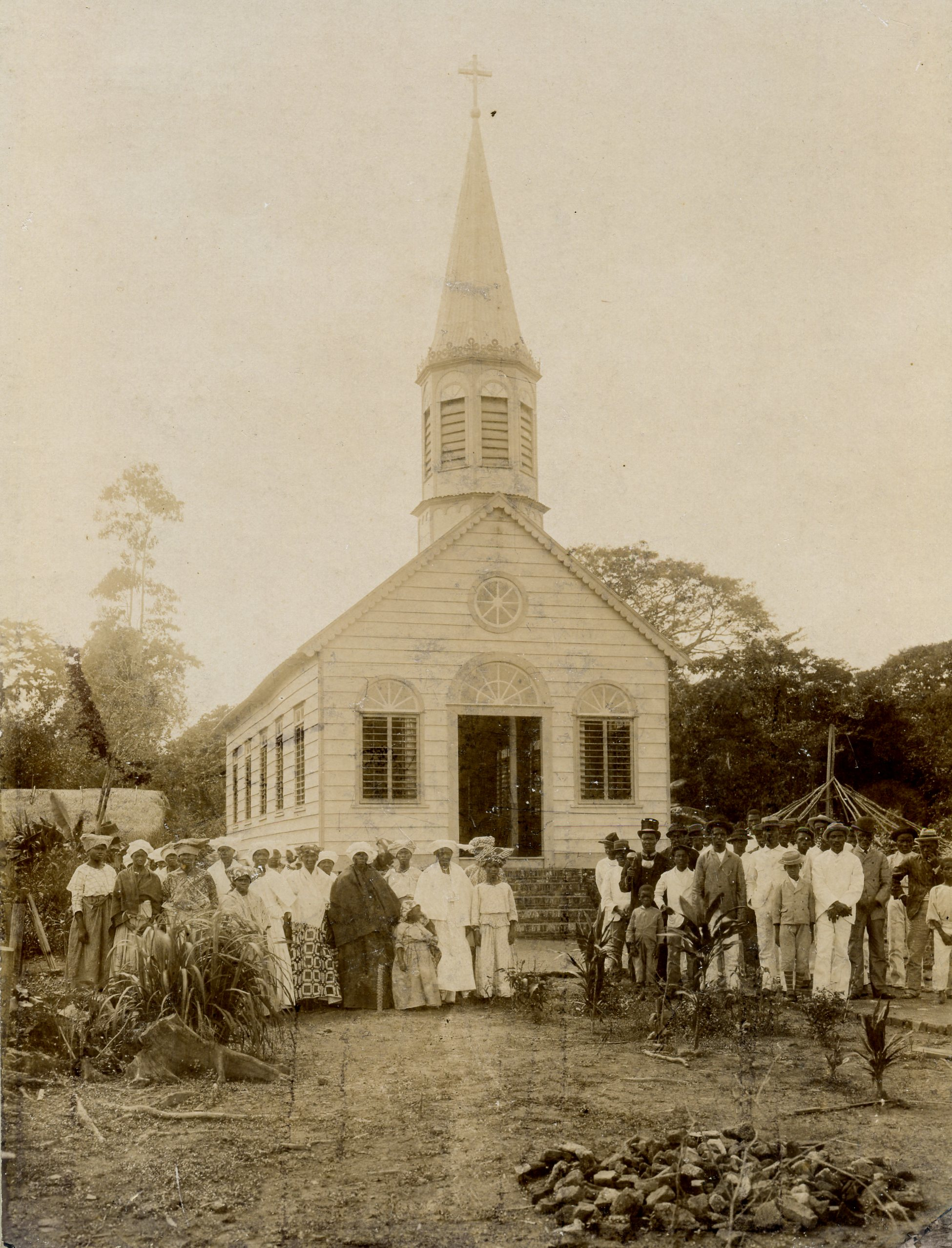
Kerk in Rorac (1900)

De Bakabusi Nengre (letterlijk: "De negers achter het bos") waren een groep marrons in Suriname. Ze worden ook wel Brooskampers genoemd, naar hun beroemde leider Broos.
Het is onzeker wanneer de eerste leden van deze groep het bos in vluchtten. In ieder geval woonde de groep al sinds 1740 in de moerassen rond de bovenloop van de Surnaukreek, een zijtak van de Surinamerivier. Dit moeras werd Kaaimangrasi genoemd, omdat de eerste gevluchte slaven volgens de legende door een grote kaaiman naar de overkant gedragen werden. In 1772 sloot een deel van hen zich aan bij de volgelingen van de bekende Surinaamse vrijheidsstrijder Boni.
In 1862, een jaar voor de afschaffing van de slavernij, werd tegen de Bakabusi Nengre een laatste militaire expeditie uitgezonden. Van 3 tot 9 november trokken onder leiding van kapitein Steenberghe 70 militairen, 40 lastdragers en 40 kappers het oerwoud in. Hun doel was het vernietigen van het kamp van de Marrons. Zij werden echter verslagen door de Brooskampers, die geleid werden door de broers Broos en Kaliko.
In 1863, bij de afschaffing van de slavernij, telden de Bakabusi Nengre ongeveer 200 leden. Bij Koninklijk besluit werd de verlaten plantage Rorac aan de nakomelingen van Broos en Kaliko geschonken. Een deel van de Marrons verliet daarop het oerwoud en ging op de plantage wonen. Hun nakomelingen dragen o.a. de familienamen Babel, Landveld en Meiland.
In de jaren twintig van de twintigste eeuw werd op Rorac bauxiet ontdekt. De nakomelingen van de Brooskampers die zich daar gevestigd hadden vertrokken tegen een gulle verhuispremie naar Paramaribo, waar hun families nog steeds leven.